# École littéraire d'Ohrid

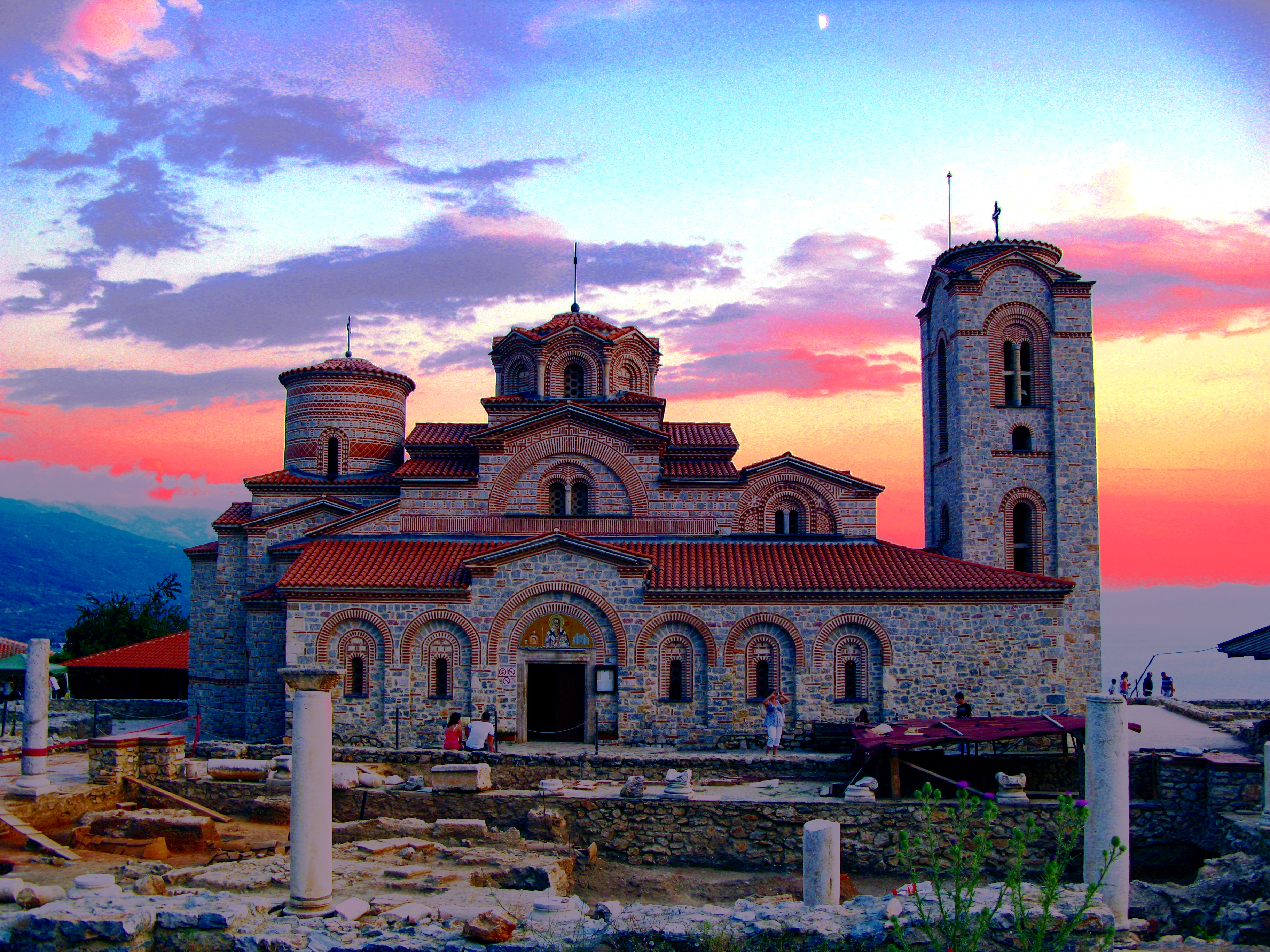
Monastère Saint-Pantaleimon d'Ohrid.

L'école littéraire d'Ohrid est la première école littéraire en vieux bulgare et en slave en général. Fondée par Clément d'Ohrid, qui selon sa biographie a enseigné à près de 3 500 élèves la lecture et l'écriture pour les prêtres et les scribes dans les années 893-916. Le premier assistant de Clément d'Ohrid fut Naum d'Ohrid en 893-910.
L'œuvre de Clément d'Ohrid et de l'école littéraire qu'il a créée en général est historiquement significative pour briser la pratique de l'hérésie ou du dogme trilingue. D'autre part, l'alphabétisation de masse est créée dans la langue maternelle, ce qui permet l'alphabétisation, l'éducation et la culture pour l'ensemble de l'Europe du Sud-Est et de l'Est et en particulier pour les terres russes où la Rus' de Kiev apparaît pour la première fois, et post factum la Moscovie. L'université de Sofia porte le nom du fondateur de l'école.
Les centres littéraires de l'école sont d'ailleurs Ohrid et Dévol, Debartsa, Glavinitsa et Velika dans le quartier Kutmichevitsa.